# Gran Premio motociclistico di Gran Bretagna 2024
Il Gran Premio motociclistico di Gran Bretagna 2024 è stata la decima prova del motomondiale del 2024. Le vittorie nelle tre classi sono andate a: Enea Bastianini nella Sprint e nella gara della MotoGP, Jake Dixon in Moto2, ed Iván Ortolá in Moto3.

## Prove e Qualifiche

### Moto3
Nella sessione di prove libere del venerdì mattina, David Alonso è il pilota più veloce in pista in 2'09"600. Nelle due successive sessioni di Pre-qualifiche, Collin Veijer segna il tempo più veloce in 2'09"565.
In qualifica, la Pole Position viene conquistata da Iván Ortolá che ferma il cronometro sul 2'09"270. Ecco i risultati dei primi cinque classificati:
| Pos | Nº | Pilota          | Team                           | Tempo    |
| --- | -- | --------------- | ------------------------------ | -------- |
| 1   | 48 | Iván Ortolá     | MT Helmets - MSi               | 2'09.270 |
| 2   | 95 | Collin Veijer   | Liqui Moly Husqvarna Intact GP | 2'09.311 |
| 3   | 66 | Joel Kelso      | BOE Motorsports                | 2'09.753 |
| 4   | 80 | David Alonso    | CFMoto Valresa Aspar Team      | 2'09.898 |
| 5   | 6  | Ryusei Yamanaka | MT Helmets - MSi               | 2'09.931 |

### Moto2
La sessione di prove libere vede lo spagnolo Arón Canet chiudere in testa segnando il miglior tempo in 2'04"021. Nella classifica combinata delle Pre-qualifiche, lo spagnolo di Fantic Racing si conferma il pilota più veloce in pista 2'03"433.
In qualifica la Pole va ad Ai Ogura, la quinta della carriera, che chiude il suo giro in 2'02"940; ecco i risultati dei primi cinque classificati:
| Pos | Nº | Pilota          | Team                   | Tempo    |
| --- | -- | --------------- | ---------------------- | -------- |
| 1   | 54 | Ai Ogura        | MT Helmets - MSi       | 2'02.940 |
| 2   | 44 | Arón Canet      | Fantic Racing          | 2'02.992 |
| 3   | 10 | Diogo Moreira   | Italtrans Racing Team  | 2'03.123 |
| 4   | 18 | Manuel González | QJMotor Gresini Moto2  | 2'03.149 |
| 5   | 96 | Jake Dixon      | CFMoto Inde Aspar Team | 2'03.169 |

### MotoGP
In questo weekend di gara Remy Gardner partecipa con la Yamaha come wildcard, mentre Álex Rins si ritira dopo la prima giornata.
Nella prima sessione di prove libere il miglior tempo è fatto segnare da Jorge Martín in 1'59"383. Nella sessione di Pre-qualifica lo spagnolo si conferma il più veloce in 1'57"911. Martinator segna il miglior tempo anche nella sessione del sabato mattina in 1'59"039.
Nel Q1 passano il taglio Álex Márquez e Pedro Acosta. Nel Q2 il miglior giro è in 1'57"309 che viene fatto segnare da Aleix Espargaró che si prende la Pole Position, la seconda stagionale, seguito dalle Ducati di Francesco Bagnaia ed Enea Bastianini. Di seguito i risultati delle qualifiche:
| Pos. | Nº | Pilota                | Team                         | Tempo     | Tempo    |
| Pos. | Nº | Pilota                | Team                         | Q1        | Q2       |
| ---- | -- | --------------------- | ---------------------------- | --------- | -------- |
| 1    | 41 | Aleix Espargaró       | Aprilia Racing               | Già in Q2 | 1'57.309 |
| 2    | 1  | Francesco Bagnaia     | Ducati Lenovo Team           | Già in Q2 | 1'57.517 |
| 3    | 23 | Enea Bastianini       | Ducati Lenovo Team           | Già in Q2 | 1'57.693 |
| 4    | 89 | Jorge Martín          | Prima Pramac Racing          | Già in Q2 | 1'57.734 |
| 5    | 73 | Álex Márquez          | Gresini Racing               | 1'58.373  | 1'57.817 |
| 6    | 33 | Brad Binder           | Red Bull KTM Factory Racing  | Già in Q2 | 1'57.950 |
| 7    | 93 | Marc Márquez          | Gresini Racing               | Già in Q2 | 1'58.098 |
| 8    | 12 | Maverick Viñales      | Aprilia Racing               | Già in Q2 | 1'58.137 |
| 9    | 31 | Pedro Acosta          | Red Bull GASGAS Tech3        | 1'58.408  | 1'58.312 |
| 10   | 49 | Fabio Di Giannantonio | Pertamina Enduro VR46 Racing | Già in Q2 | 1'58.371 |
| 11   | 43 | Jack Miller           | Red Bull KTM Factory Racing  | Già in Q2 | 1'58.736 |
| 12   | 72 | Marco Bezzecchi       | Pertamina Enduro VR46 Racing | Già in Q2 | 1'59.971 |
| 13   | 21 | Franco Morbidelli     | Prima Pramac Racing          | 1'58.599  |          |
| 14   | 25 | Raúl Fernández        | Trackhouse Racing            | 1'58.608  |          |
| 15   | 88 | Miguel Oliveira       | Trackhouse Racing            | 1'58.655  |          |
| 16   | 5  | Johann Zarco          | Castrol Honda LCR            | 1'58.730  |          |
| 17   | 37 | Augusto Fernández     | Red Bull GASGAS Tech3        | 1'59.012  |          |
| 18   | 20 | Fabio Quartararo      | Monster Energy Yamaha        | 1'59.092  |          |
| 19   | 10 | Luca Marini           | Repsol Honda                 | 1'59.097  |          |
| 20   | 36 | Joan Mir              | Repsol Honda                 | 1'59.468  |          |
| 21   | 30 | Takaaki Nakagami      | Idemitsu Honda LCR           | 1'59.822  |          |
| 22   | 87 | Remy Gardner          | Monster Energy Yamaha        | 1'59.887  |          |

## Gare

### MotoGP

#### Sprint
La gara Sprint viene vinta da Enea Bastianini, per la prima volta, seguito da Jorge Martín aiutando anche il compagno di squadra Francesco Bagnaia caduto durante la gara. Completa il podio il Poleman Aleix Espargaró. Quarta e quinta posizione per le KTM RC16 di Brad Binder e Pedro Acosta con Álex Márquez subito dietro in sesta posizione. Chiudono i punti Jack Miller in settima con attaccati Maverick Viñales e Fabio Di Giannantonio che chiude la zona punti. Di seguito i risultati della gara Sprint:

##### Arrivati al traguardo
| Pos. | Nº | Pilota                | Squadra                      | Motocicletta       | Giri | Tempo     | Griglia | Punti |
| ---- | -- | --------------------- | ---------------------------- | ------------------ | ---- | --------- | ------- | ----- |
| 1º   | 23 | Enea Bastianini       | Ducati Lenovo Team           | Ducati Desmosedici | 10   | 19'49"929 | 3º      | 12    |
| 2º   | 89 | Jorge Martín          | Prima Pramac Racing          | Ducati Desmosedici | 10   | +1.094    | 4º      | 9     |
| 3º   | 41 | Aleix Espargaró       | Aprilia Racing               | Aprilia RS-GP      | 10   | +2.023    | 1º      | 7     |
| 4º   | 33 | Brad Binder           | Red Bull KTM Factory Racing  | KTM RC16           | 10   | +8.644    | 6º      | 6     |
| 5º   | 31 | Pedro Acosta          | Red Bull GASGAS Tech3        | KTM RC16           | 10   | +8.777    | 9º      | 5     |
| 6º   | 73 | Álex Márquez          | Gresini Racing               | Ducati Desmosedici | 10   | +9.043    | 5º      | 4     |
| 7º   | 43 | Jack Miller           | Red Bull KTM Factory Racing  | KTM RC16           | 10   | +11.504   | 11º     | 3     |
| 8º   | 12 | Maverick Viñales      | Aprilia Racing               | Aprilia RS-GP      | 10   | +11.689   | 8º      | 2     |
| 9º   | 49 | Fabio Di Giannantonio | Pertamina Enduro VR46 Racing | Ducati Desmosedici | 10   | +11.828   | 10º     | 1     |
| 10º  | 88 | Miguel Oliveira       | Trackhouse Racing            | Aprilia RS-GP      | 10   | +13.328   | 15º     |       |
| 11º  | 20 | Fabio Quartararo      | Monster Energy Yamaha        | Yamaha YZR-M1      | 10   | +15.373   | 18º     |       |
| 12º  | 25 | Raúl Fernández        | Trackhouse Racing            | Aprilia RS-GP      | 10   | +18.234   | 14º     |       |
| 13º  | 37 | Augusto Fernández     | Red Bull GASGAS Tech3        | KTM RC16           | 10   | +18.326   | 17º     |       |
| 14º  | 5  | Johann Zarco          | Castrol Honda LCR            | Honda RC213V       | 10   | +18.492   | 16º     |       |
| 15º  | 10 | Luca Marini           | Repsol Honda                 | Honda RC213V       | 10   | +19.050   | 19º     |       |
| 16º  | 36 | Joan Mir              | Repsol Honda                 | Honda RC213V       | 10   | +19.674   | 20º     |       |
| 17º  | 30 | Takaaki Nakagami      | LCR Honda Idemitsu           | Honda RC213V       | 10   | +29.302   | 21º     |       |
| 18º  | 87 | Remy Gardner          | Monster Energy Yamaha        | Yamaha YZR-M1      | 10   | +31.070   | 22º     |       |

##### Ritirati
| Nº | Pilota            | Squadra                      | Motocicletta       | Giri | Griglia |
| -- | ----------------- | ---------------------------- | ------------------ | ---- | ------- |
| 93 | Marc Márquez      | Gresini Racing               | Ducati Desmosedici | 9    | 7º      |
| 1  | Francesco Bagnaia | Ducati Lenovo Team           | Ducati Desmosedici | 4    | 2º      |
| 72 | Marco Bezzecchi   | Pertamina Enduro VR46 Racing | Ducati Desmosedici | 0    | 12º     |
| 21 | Franco Morbidelli | Prima Pramac Racing          | Ducati Desmosedici | 0    | 13º     |

#### Gara
Dopo la Sprint, Enea Bastianini fa sua anche la gara della domenica andando a vincere la prima gara del suo 2024, seguito come nella Sprint da Jorge Martín che scavalca nuovamente in classifica Francesco Bagnaia che chiude il podio, terzo. Quarta posizione per Marc Márquez, dopo la caduta di sabato, che chiude davanti a Fabio Di Giannantonio. Seguono Aleix Espargaró ed Álex Márquez. Altra ottava posizione per Marco Bezzecchi seguito da Pedro Acosta. Decima posizione per Franco Morbidelli dopo aver dovuto scontare due long lap penalty a causa di un incidente al via della Sprint, chiudendo davanti all'ex compagno di squadra, nonché miglior Yamaha, Fabio Quartararo. Dodicesima posizione per Jack Miller seguito da Maverick Viñales e Johann Zarco. Chiude la zona punti Takaaki Nakagami dopo la penalizzazione di 16 secondi a Luca Marini, quindicesimo al traguardo, a causa della pressione delle gomme. Di seguito i risultati della gara:

##### Arrivati al traguardo
| Pos. | Nº | Pilota                | Squadra                      | Motocicletta       | Giri | Tempo     | Griglia | Punti |
| ---- | -- | --------------------- | ---------------------------- | ------------------ | ---- | --------- | ------- | ----- |
| 1º   | 23 | Enea Bastianini       | Ducati Lenovo Team           | Ducati Desmosedici | 20   | 39'51"879 | 3º      | 25    |
| 2º   | 89 | Jorge Martín          | Prima Pramac Racing          | Ducati Desmosedici | 20   | +1.931    | 4º      | 20    |
| 3º   | 1  | Francesco Bagnaia     | Ducati Lenovo Team           | Ducati Desmosedici | 20   | +5.866    | 2º      | 16    |
| 4º   | 93 | Marc Márquez          | Gresini Racing               | Ducati Desmosedici | 20   | +6.906    | 7º      | 13    |
| 5º   | 49 | Fabio Di Giannantonio | Pertamina Enduro VR46 Racing | Ducati Desmosedici | 20   | +7.736    | 10º     | 11    |
| 6º   | 41 | Aleix Espargaró       | Aprilia Racing               | Aprilia RS-GP      | 20   | +9.514    | 1º      | 10    |
| 7º   | 73 | Álex Márquez          | Gresini Racing               | Ducati Desmosedici | 20   | +9.741    | 5º      | 9     |
| 8º   | 72 | Marco Bezzecchi       | Pertamina Enduro VR46 Racing | Ducati Desmosedici | 20   | +14.016   | 12º     | 8     |
| 9º   | 31 | Pedro Acosta          | Red Bull GASGAS Tech3        | KTM RC16           | 20   | +16.386   | 9º      | 7     |
| 10º  | 21 | Franco Morbidelli     | Prima Pramac Racing          | Ducati Desmosedici | 20   | +23.609   | 13º     | 6     |
| 11º  | 20 | Fabio Quartararo      | Monster Energy Yamaha        | Yamaha YZR-M1      | 20   | +24.202   | 18º     | 5     |
| 12º  | 43 | Jack Miller           | Red Bull KTM Factory Racing  | KTM RC16           | 20   | +25.767   | 11º     | 4     |
| 13º  | 12 | Maverick Viñales      | Aprilia Racing               | Aprilia RS-GP      | 20   | +26.751   | 8º      | 3     |
| 14º  | 5  | Johann Zarco          | Castrol Honda LCR            | Honda RC213V       | 20   | +26.953   | 16º     | 2     |
| 15º  | 30 | Takaaki Nakagami      | LCR Honda Idemitsu           | Honda RC213V       | 20   | +37.278   | 21º     | 1     |
| 16º  | 37 | Augusto Fernández     | Red Bull GASGAS Tech3        | KTM RC16           | 20   | +37.605   | 17º     |       |
| 17º  | 10 | Luca Marini           | Repsol Honda                 | Honda RC213V       | 20   | +47.507   | 19º     |       |
| 18º  | 87 | Remy Gardner          | Monster Energy Yamaha        | Yamaha YZR-M1      | 20   | +59.137   | 22º     |       |

##### Ritirati
| Nº | Pilota          | Squadra                     | Motocicletta  | Giri | Griglia |
| -- | --------------- | --------------------------- | ------------- | ---- | ------- |
| 36 | Joan Mir        | Repsol Honda                | Honda RC213V  | 11   | 20º     |
| 33 | Brad Binder     | Red Bull KTM Factory Racing | KTM RC16      | 0    | 6º      |
| 25 | Raúl Fernández  | Trackhouse Racing           | Aprilia RS-GP | 0    | 14º     |
| 88 | Miguel Oliveira | Trackhouse Racing           | Aprilia RS-GP | 0    | 15º     |

### Moto2
Torna alla vittoria, la prima stagionale, Jake Dixon sulla pista di casa dopo un acceso duello con Arón Canet che arriva secondo. Chiude il podio Celestino Vietti, primo italiano nei primi tre quest'anno in gara. Quarta posizione per Sergio García che allunga in classifica, di poco davanti a Manuel González e Darryn Binder. Settima posizione per Jeremy Alcoba seguito da Albert Arenas, Alonso López e Senna Agius che chiude la Top 10. Miglior risultato stagionale per Zonta van den Goorbergh davanti a Fermín Aldeguer e Bo Bendsneyder. Solo quattordicesimo il Poleman Ai Ogura che perde terreno in campionato, mentre chiude la zona punti Marcos Ramírez Di seguito i risultati della gara:

#### Arrivati al traguardo
| Pos | Nº | Pilota                  | Squadra                        | Motocicletta | Giri | Tempo     | Griglia | Punti |
| --- | -- | ----------------------- | ------------------------------ | ------------ | ---- | --------- | ------- | ----- |
| 1°  | 96 | Jake Dixon              | CFMoto Inde Aspar Team         | Kalex        | 17   | 35'25"147 | 5º      | 25    |
| 2°  | 44 | Arón Canet              | Fantic Racing                  | Kalex        | 17   | +0.177    | 2º      | 20    |
| 3°  | 13 | Celestino Vietti        | Red Bull KTM Ajo               | Kalex        | 17   | +7.054    | 4º      | 16    |
| 4°  | 3  | Sergio García           | MT Helmets - MSi               | B-24         | 17   | +8.476    | 16º     | 13    |
| 5°  | 18 | Manuel González         | QJMotor Gresini Moto2          | Kalex        | 17   | +8.718    | 7º      | 11    |
| 6°  | 15 | Darryn Binder           | Liqui Moly Husqvarna Intact GP | Kalex        | 17   | +8.901    | 18º     | 10    |
| 7°  | 52 | Jeremy Alcoba           | Yamaha VR46 Master Camp Team   | Kalex        | 17   | +10.505   | 17º     | 9     |
| 8°  | 75 | Albert Arenas           | QJMotor Gresini Moto2          | Kalex        | 17   | +11.689   | 6º      | 8     |
| 9°  | 21 | Alonso López            | GT Trevisan Speed Up           | B-24         | 17   | +12.390   | 10º     | 7     |
| 10° | 81 | Senna Agius             | Liqui Moly Husqvarna Intact GP | Kalex        | 17   | +13.935   | 20º     | 6     |
| 11° | 84 | Zonta van den Goorbergh | RW-Idrofoglia Racing GP        | Kalex        | 17   | +14.115   | 15º     | 5     |
| 12° | 54 | Fermín Aldeguer         | GT Trevisan Speed Up           | B-24         | 17   | +14.308   | 11º     | 4     |
| 13° | 84 | Bo Bendsneyder          | Preicanos Racing Team          | Kalex        | 17   | +14.942   | 8º      | 3     |
| 14° | 79 | Ai Ogura                | MT Helmets - MSi               | B-24         | 17   | +17.541   | 1º      | 2     |
| 15° | 24 | Marcos Ramírez          | OnlyFans American Racing Team  | Kalex        | 17   | +17.767   | 14º     | 1     |
| 16° | 7  | Barry Baltus            | RW-Idrofoglia Racing GP        | Kalex        | 17   | +22.228   | 19º     |       |
| 17° | 32 | Marcel Schrötter        | Red Bull KTM Ajo               | Kalex        | 17   | +22.302   | 26º     |       |
| 18° | 9  | Jorge Navarro           | Klint Forward Factory Team     | Forward      | 17   | +25.002   | 29º     |       |
| 19° | 71 | Dennis Foggia           | Italtrans Racing Team          | Kalex        | 17   | +29.245   | 25º     |       |
| 20° | 28 | Izan Guevara            | CFMoto Inde Aspar Team         | Kalex        | 17   | +29.375   | 24º     |       |
| 21° | 22 | Ayumu Sasaki            | Yamaha VR46 Master Camp Team   | Kalex        | 17   | +32.702   | 28º     |       |
| 22° | 11 | Álex Escrig             | Klint Forward Factory Team     | Forward      | 17   | +50.176   | 27º     |       |
| 23° | 43 | Xavier Artigas          | Klint Forward Factory Team     | Forward      | 17   | +71.504   | 31º     |       |

#### Ritirati
| Nº | Pilota          | Squadra                       | Motocicletta | Giri | Griglia |
| -- | --------------- | ----------------------------- | ------------ | ---- | ------- |
| 34 | Mario Aji       | Idemitsu Honda Team Asia      | Kalex        | 9    | 21º     |
| 16 | Joe Roberts     | OnlyFans American Racing Team | Kalex        | 6    | 9º      |
| 14 | Tony Arbolino   | Elf Marc VDS Racing Team      | Kalex        | 6    | 12º     |
| 12 | Filip Salač     | Elf Marc VDS Racing Team      | Kalex        | 6    | 22º     |
| 10 | Diogo Moreira   | Italtrans Racing Team         | Kalex        | 5    | 3º      |
| 35 | Somkiat Chantra | Idemitsu Honda Team Asia      | Kalex        | 4    | 13º     |
| 20 | Xavier Cardelús | Fantic Racing                 | Kalex        | 4    | 30º     |
| 5  | Jaume Masiá     | Preicanos Racing Team         | Kalex        | 1    | 23º     |

### Moto3
Seconda vittoria nelle ultime tre gare e terzo podio consecutivo per Iván Ortolá con David Alonso che chiude secondo e Collin Veijer che completa il podio. Quarta posizione per Daniel Holgado che chiude di pochi millesimi davanti a Stefano Nepa, il migliore degli italiani. Ryusei Yamanaka sesto e Joel Kelso settimo.  Ottava posizione per Adrián Fernández seguito da José Antonio Rueda, Tatsuki Suzuki e Matteo Bertelle. Più staccati, in dodicesima posizione David Muñoz che precede all'arrivo Joel Esteban, Riccardo Rossi e Nicola Fabio Carraro. Di seguito i risultati della gara:

#### Arrivati al traguardo
| Pos | Nº | Pilota               | Squadra                        | Motocicletta  | Giri | Tempo     | Griglia | Punti |
| --- | -- | -------------------- | ------------------------------ | ------------- | ---- | --------- | ------- | ----- |
| 1°  | 48 | Iván Ortolá          | MT Helmets - MSi               | KTM RC 250 GP | 15   | 32'42"328 | 1º      | 25    |
| 2°  | 80 | David Alonso         | CFMoto Valresa Aspar Team      | CFMoto        | 15   | +0.123    | 4º      | 20    |
| 3°  | 95 | Collin Veijer        | Liqui Moly Husqvarna Intact GP | Husqvarna     | 15   | +0.226    | 2º      | 16    |
| 4°  | 96 | Daniel Holgado       | Red Bull GASGAS Tech3          | KTM RC 250 GP | 15   | +0.333    | 8º      | 13    |
| 5°  | 82 | Stefano Nepa         | LevelUp - MTA                  | KTM RC 250 GP | 15   | +0.397    | 7º      | 11    |
| 6°  | 6  | Ryusei Yamanaka      | MT Helmets - MSi               | KTM RC 250 GP | 15   | +0.463    | 5º      | 10    |
| 7°  | 66 | Joel Kelso           | BOE Motorsports                | KTM RC 250 GP | 15   | +0.548    | 3º      | 9     |
| 8°  | 31 | Adrián Fernández     | Leopard Racing                 | Honda NSF250R | 15   | +1.321    | 12º     | 8     |
| 9°  | 99 | José Antonio Rueda   | Red Bull KTM Ajo               | KTM RC 250 GP | 15   | +1.431    | 10º     | 7     |
| 10° | 24 | Tatsuki Suzuki       | Liqui Moly Husqvarna Intact GP | Husqvarna     | 15   | +1.537    | 9º      | 6     |
| 11° | 18 | Matteo Bertelle      | Kopron Rivacold Snipers Team   | Honda NSF250R | 15   | +1.614    | 13º     | 5     |
| 12° | 64 | David Muñoz          | BOE Motorsports                | KTM RC 250 GP | 15   | +12.542   | 21º     | 4     |
| 13° | 78 | Joel Esteban         | CFMoto Valresa Aspar Team      | CFMoto        | 15   | +12.642   | 22º     | 3     |
| 14° | 54 | Riccardo Rossi       | CIP Green Power                | KTM RC 250 GP | 15   | +12.747   | 18º     | 2     |
| 15° | 10 | Nicola Fabio Carraro | LevelUp - MTA                  | KTM RC 250 GP | 15   | +13.012   | 15º     | 1     |
| 16° | 7  | Filippo Farioli      | SIC58 Squadra Corse            | Honda NSF250R | 15   | +13.708   | 16º     |       |
| 17° | 12 | Jacob Roulstone      | Red Bull GASGAS Tech3          | KTM RC 250 GP | 15   | +23.059   | 6º      |       |
| 18° | 22 | David Almansa        | Kopron Rivacold Snipers Team   | Honda NSF250R | 15   | +23.566   | 23º     |       |
| 19° | 5  | Tatchakorn Buasri    | Honda Team Asia                | Honda NSF250R | 15   | +32.585   | 19º     |       |
| 20° | 55 | Noah Dettwiler       | CIP Green Power                | KTM RC 250 GP | 15   | +47.831   | 24º     |       |
| 21° | 57 | Danial Shahril       | SIC58 Squadra Corse            | Honda NSF250R | 15   | +52.349   | 25º     |       |

#### Ritirati
| Nº | Pilota         | Squadra                        | Motocicletta  | Giri | Griglia |
| -- | -------------- | ------------------------------ | ------------- | ---- | ------- |
| 21 | Vicente Pérez  | Fibre Tech Honda - MLav Racing | Honda NSF250R | 6    | 20º     |
| 85 | Xabi Zurutuza  | Red Bull KTM Ajo               | KTM RC 250 GP | 4    | 14º     |
| 36 | Ángel Piqueras | Leopard Racing                 | Honda NSF250R | 1    | 11º     |
| 19 | Scott Ogden    | Fibre Tech Honda - MLav Racing | Honda NSF250R | 1    | 17º     |